# تپه برج باران سفلی
تپه برج باران سفلی مربوط به دوره اشکانیان - دوره ساسانیان -قرون میانه دوران‌های تاریخی پس از اسلام است و در شهرستان سرپل ذهاب، بخش مرکزی، دهستان دشت ذهاب، ۵۰۰ متری شرق روستای برج باران سفلی واقع شده و این اثر در تاریخ ۱۸ اسفند ۱۳۸۷ با شمارهٔ ثبت ۲۴۸۶۰ به‌عنوان یکی از آثار ملی ایران به ثبت رسیده است.